# 坊津町泊
坊津町泊（ぼうのつちょうとまり）は、鹿児島県南さつま市の大字。旧薩摩国河辺郡坊泊郷泊村、薩摩国河辺郡南方郷泊村、川辺郡西南方村大字泊、川辺郡坊津村大字泊、川辺郡坊津町大字泊。郵便番号は898-0102。人口は973人、世帯数は446世帯（2020年10月1日現在）。
泊津は古くは鎌倉時代から見える地名であり、泊の港である泊浦は、隣接する坊津と共に交易船の泊地として古くより栄えた。

## 地理
薩摩半島の南東、南さつま市の南部に位置する。東方向は東シナ海に面しており、北西には坊津町久志、北東には枕崎市西鹿篭、南東には枕崎市園見西町、大塚西町、南には坊津町坊にそれぞれ接している。
泊川の流域にあり、主に泊と清原の2地区があり、集落は泊地区には小泊、宇都、町、本珠印、清原地区には平原、鈩迫、茅野、草野がある。浦は丸木浦、泊浦、荒所浦があり、荒所浦は海水浴に適している。丸木崎には国道226号の旧道の沿線に丸木崎展望所が整備されており、国道226号沿線の景観が眺望できるスポットである「南さつま海道八景」の一つとなっている。
泊地区には泊郵便局や旧坊津町域を校区とする義務教育学校である南さつま市立坊津学園がある。

### 地名の由来
交易船を停泊させる港湾の水域である「泊地」であったことに由来している。

### 自然公園・自然保護地区
泊の一部区域は鹿児島県立自然公園である「坊野間県立自然公園」の区域となっている。坊野間県立自然公園は1953年（昭和28年）3月31日に指定された枕崎市から野間岬に至る自然公園である。
南さつま市の条例『南さつま市自然保護条例』により以下の区域が特別保護地区に指定されている。
松山平

### 河川
- 泊川（二級河川）[14]
泊を東西に流れる河川であり、草野岳と園見岳を源流とし泊浦に注ぐ[14]。河川の面積が小さく、1993年（平成5年）、2000年（平成12年）、2007年（平成19年）に浸水被害を伴う洪水が発生している[14]。

## 歴史

### 先史時代
泊においては、先史時代の遺跡として泊川流域の平地を形成しているところから発掘されており、平原遺跡、清原遺跡、茅野遺跡がある。平原遺跡は平原集落の東部の畑地にあり、弥生土器と石斧の破片が発掘されている。清原遺跡は旧清原小学校跡地付近にあり、土器破片が田畑から発見されている。茅野遺跡は茅野集落にあり、石器と壺型土器が地中から発掘されたものである。

### 中世の泊津
中世の泊は「泊津」という地名であった。地名としての泊津は鎌倉時代より見え、薩摩国河邊郡のうちであった。承久の乱以降、河邊郡を治めていた千竈氏が記した「千竃文書」に泊津の地名が記載されており、嘉元4年（1306年）4月14日の譲状において「大とまりのつ」と記載されているのが地名の初見であるとされる。
応永20年（1413年）11月22日の川上文書には島津久豊によって「河辺郡之内泊之津」を川上氏に与えており、永享4年（1432年）11月3日の阿多文書によると島津忠国によって薩摩平氏の一族である阿多氏に泊津が与えられている。また、室町時代の武将で薩摩・大隅・日向の守護であった島津忠国は琉球への出兵を狙って泊津に滞在していたが、文明2年（1470年）に泊の地で没した。

### 近世の泊

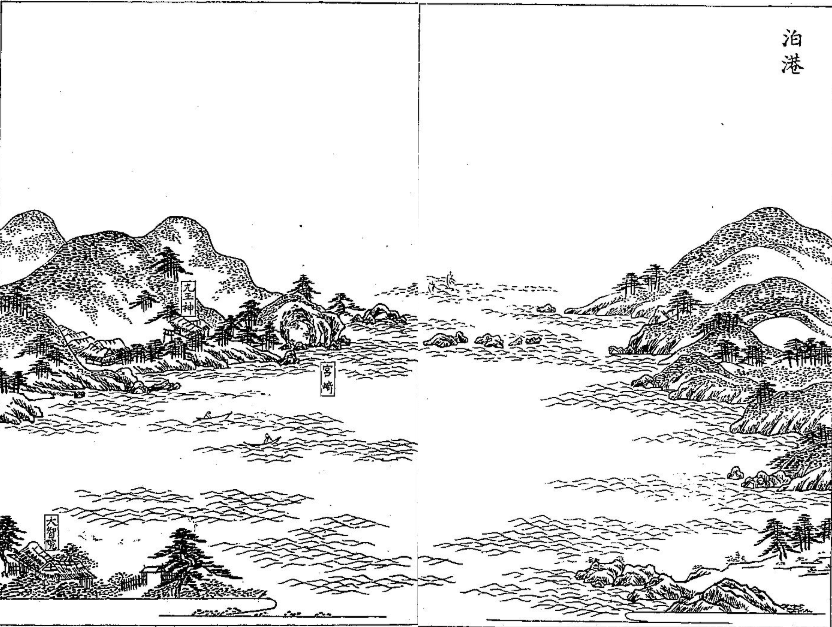
泊港（三国名勝図会挿絵）

江戸時代には薩摩国河邊郡坊泊郷（外城）のうちであり、明治2年に坊泊、久志秋目、鹿籠の3郷が合併し南方郷のうちとなった。石高は「天保郷帳」には994石余、「旧高旧領取調帳」には332石余と記載されていた。伊能忠敬が著した「九州東海辺沿海村順」によると家数は297軒あり、本村40軒、泊浦85軒、茅野108軒、平原64軒、その他郷士20軒があったと記されている。
江戸時代後期に薩摩藩が編纂した地誌である『三国名勝図会』に挿絵付きで泊港が収録されており、泊港について坊津の支港であり琉球諸島に下る帆船はここで停泊して風を待ったと記載している。全文は以下のとおりである。

泊港　泊村にあり、唐港の支港なり、唐港の海口と一にして、西尾の山觜其中に隔たり、両港を分つ、此港の西北岸より、港内の西南へ、大巌觜鋭出するを五町許、丸木崎といふ、丸木崎の東西共に大灣をなす、其西灣を丸木浦といふ、丸木浦の西大海の方は、久志の地觜西北より東南に突出し、其觜端の海上大礁小嶼断続相連りて、海上を𢫵蔽す、故に丸木浦湾形をなして、安嶴なり、入七八町、濶さ六町許あり、且海口に近くして、舟船の出入に便なる故、琉球諸島に下る者、多く停泊して風を待といふ、丸木崎の東灣を泊浦といひ、其渚を泊濱といふ、村落ありて、人烟頗る多し、泊浦入四五町、濶さ拾町許、然れども海淺くして、大船を繋ぎがたし、泊浦の東南に山觜あり、陸地より、西北海中に尖出すること一町許、宮崎といふ、此觜ある故、泊浦は灣をなす、宮崎に九玉大明神社あり、松樹森然たり、此觜端に洞窟ありて透明す、坊津御崎の圓洞に比すれば稍小し、土人亦是を秋月と呼ぶ、宮崎の東南は、即西尾にして、灣曲をなす、荒床浦といふ、灣内稍大船を繋ぐべし、又宮崎の海上西尾觜に接近して小嶼あり。松嶼といふ。此泊港も巌礁亂點し、山觜横出して、景色頗る佳なり、
—三国名勝図会巻之二十六
泊を始めとする坊津の各地は海路の要点となっており、泊には車岳に見張所が置かれた。
江戸時代初期の明暦頃から昭和初期までは泊港を拠点としてカツオ漁が行われており、享和年間頃には鰹節の製造が始まり、文政12年（1829年）の泊港の漁獲高は鰹6,554尾、代金1,220貫であった。

### 近代の泊

旧坊津町域の地図

明治5年に大区小区制が施行され、南方郷は第19大区となり、坊村と泊村で1つの小区が組織された。1879年（明治12年）に郡区町村編制法が施行され坊村の一乗院跡に戸長役場が設置された。町村制施行直前には久志村、秋目村、坊村、泊村を管轄する戸長役場が4村の地理的に中心に位置していた久志村に設置されていたという。ただ、経済的に規模の大きい坊泊から久志にある戸長役場までの交通は不便であり、坊泊地区への移転を主張する意見もあったが、久志・秋目は地理的中心地から移転するのは不平等であるとして反対した。
1889年（明治22年）には、町村制が施行されたのに伴い、南方郷の西部にある坊村、泊村、久志村、秋目村の区域を以て西南方村（にしみなみかたむら）が成立した。これに伴い、それまでの泊村は西南方村の大字「泊」となった。
西南方村が成立したのちも旧来の村の単位で戸主会や総代会が組織された。戸主会や総代会は区有財産の管理を行っていたほか、地域住民の代弁者として村政に対して強い発言権を有するものとなっており、坊と泊が共同で坊泊戸主協議会を組織した。戸主協議会は町村制における自治体と同等の規約を制定し、強力な財力を基に地場産業の振興開発や地域住民の生活の向上のための事業が行われた。特に漁業に関しては資本を集約し会社を設立してブリの養殖やカツオ漁、製氷業、鰹節加工を行っていたという。

### 現代の泊
1953年（昭和28年）には西南方村が名称を変更し坊津村（ぼうのつむら）となり、坊津村の大字となった。この村名変更に際して「坊津村」への名称変更を推進する坊と泊の住民に対して、秋目と久志の住民は「坊津以外であれば何でもよい」として反対した。この結果村議会で紛争し、最終的には村議会は坊泊と秋目久志に分村を議決する事態に発展した。分村が議決されたことに伴い西南方村は鹿児島県に対して分村申請書を提出したが、申請を受けた鹿児島県は坊泊は経済的に自立可能であるが、秋目と久志は経済的に自立不可能であるとして申請を認めなかった。その後1953年（昭和28年）に地域住民間の感情的な対立が解けたとして、村議会において村名の変更の件が議決されたという経緯がある。
名称変更の2年後の1955年（昭和30年）に町制施行し坊津町となり、坊津町の大字となった。
2005年（平成17年）11月7日に坊津町が加世田市、金峰町、笠沙町、大浦町と合併し新たに南さつま市が設置された。市町村合併の際に法定合併協議会である川辺地区合併協議会における協議によって、坊津町の区域の大字は現行の町名を現行の大字名に冠したものに改称する旨が協定され、合併前の同年10月21日に鹿児島県の告示である「 字の名称の変更」が鹿児島県公報に掲載された。この告示の規定に基づき合併と同日に名称の変更が行われ、大字名が「泊」から「坊津町泊」に変更された。

## 文化財

### 国指定
- 南薩摩の十五夜行事（重要無形民俗文化財） - 泊十五夜踊が指定されている[33]。

### 市指定
南さつま市指定の文化財については以下のとおりである。
- 泊十五夜踊り（無形民俗文化財）
- 海印寺磨崖文字（史跡）
- まっどくんかわ（有形民俗文化財）

## 産業

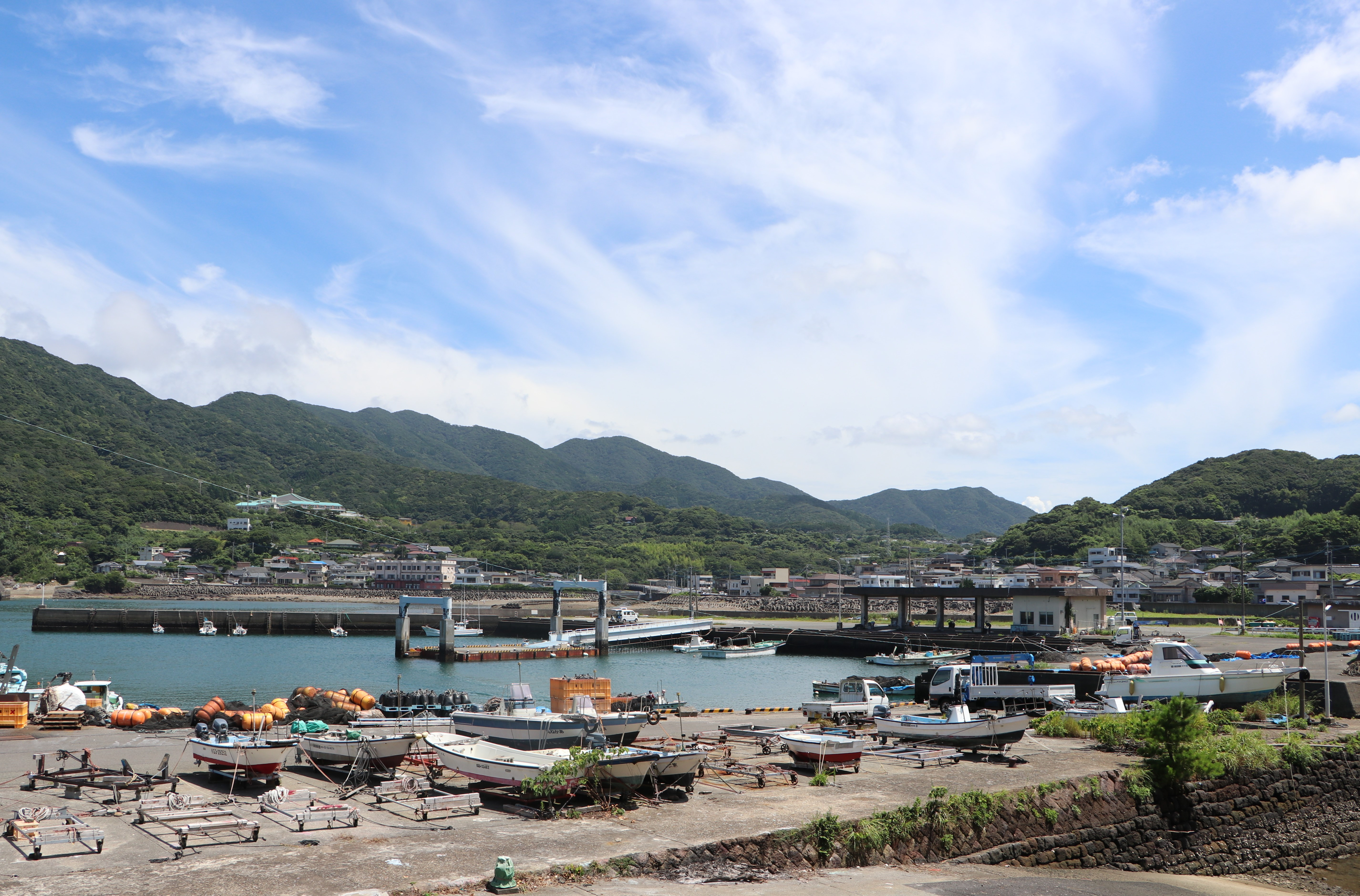
坊泊港（泊地区）

2015年（平成27年）の国勢調査によると15歳以上の就業者数は447人であり、産業別では多い順に医療・福祉（115人）、製造業（52人）、農業（49人）、卸売業・小売業（48人）、建設業（40人）、公務員（28人）、運輸業（25人）、宿泊業（22人）、漁業（14人）となっている。

### 漁業
海岸に面している泊浜地区は漁業を中心とした集落となっている。明治時代には大型船によるカツオ漁がおこなわれており、泊の漁民は坊と共同して漁業の会社を設立した（詳細は「坊津町坊#漁業」を参照）。
昭和中期頃になると遠洋漁業によるカツオ漁は停止し、現在は小型船による沿岸漁業を主としている。

### 農業
山間部にある清原地区は農業を中心とした集落となっている。「角川日本地名大辞典」には花奔、人参が特産であったと記載されている。

## 祭事

### 泊十五夜踊
九玉神社に奉納される十五夜行事である。その他の十五夜行事と並行して女子による踊りが行われるのが特徴であり、その踊りの輪に人がなだれ込んで踊りを壊す「踊りこわし」という奇習がある。これらの行事は1981年（昭和56年）に国指定の重要無形民俗文化財である「南薩摩の十五夜行事」の一つに指定された。

### 唐カラ船祭り
九玉神社で行われる端午の節句の伝統行事であり、泊公民館から九玉神社までの500メートルを就学前の男子が木製の帆船をカラカラと曳いて歩く。九玉神社で神事と奉納踊りが行われ、泊浜で船引競争が行われる。この祭りは1977年（昭和52年）に唐から船を二十数隻持ち寄って九玉神社を参拝したことにより始まったものである。

## 施設

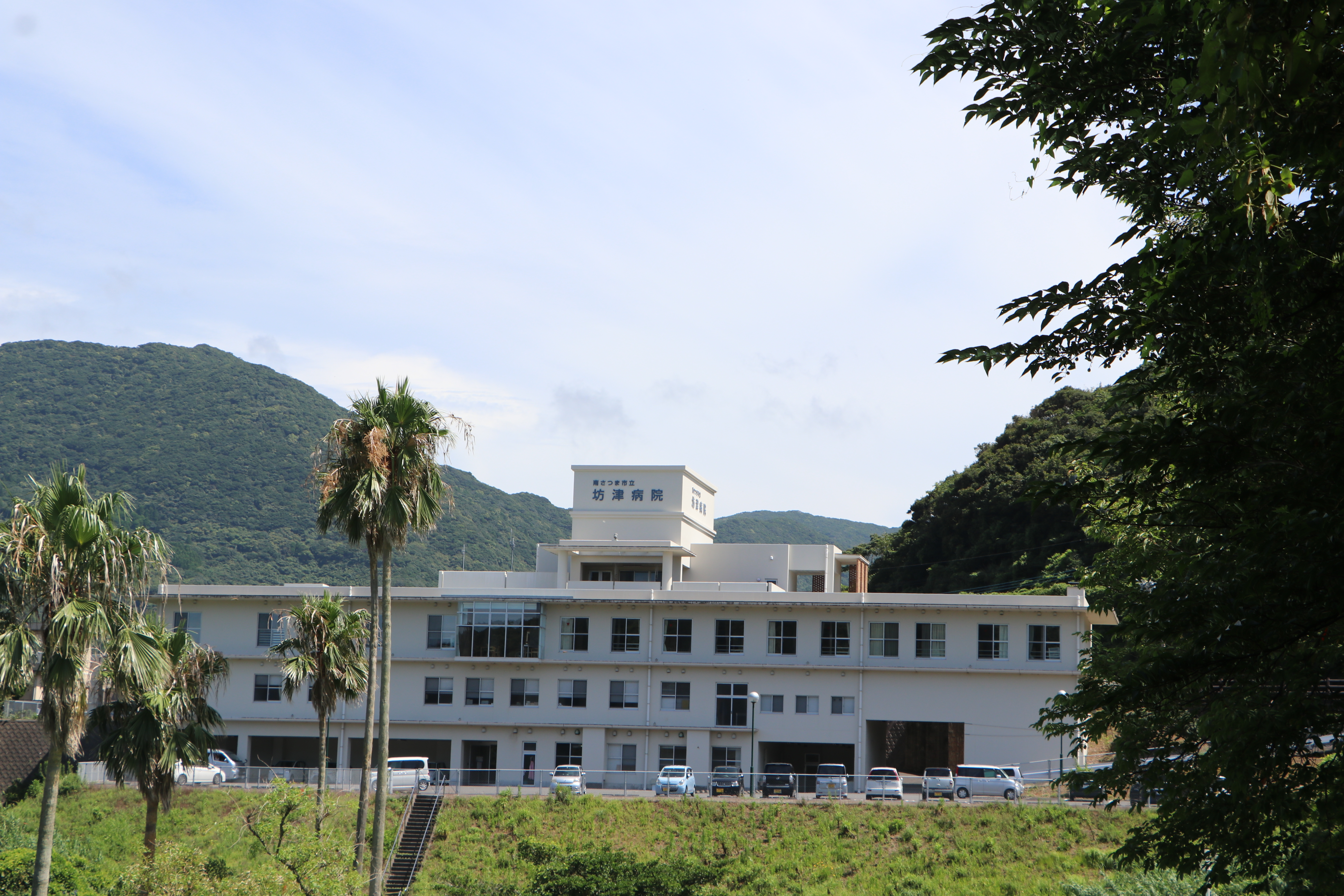
南さつま市立坊津病院

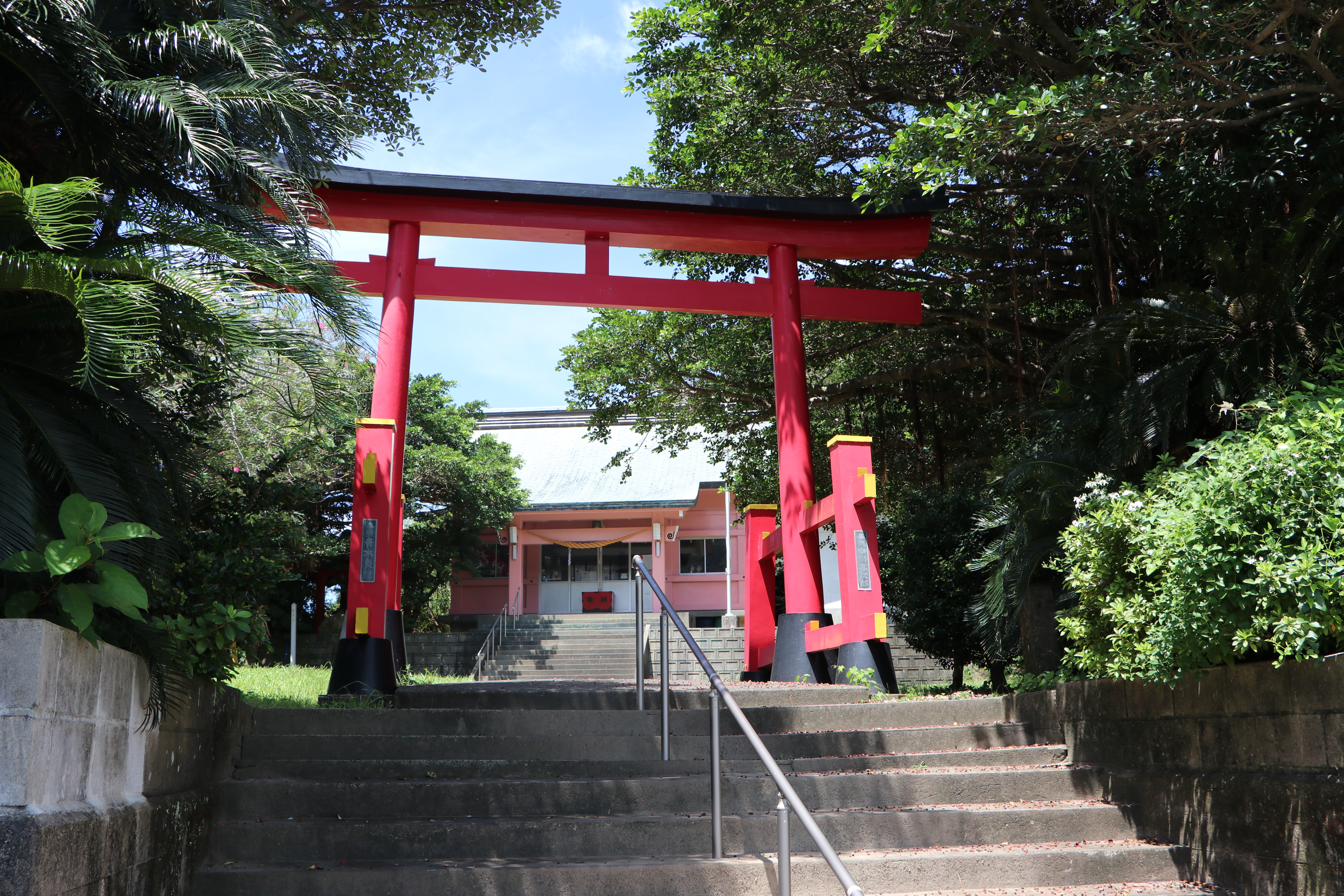
九玉神社

### 公共
- 南さつま市消防本部坊津分遣所[42]
- 南さつま市立坊津病院[43]
- 泊公民館
- 清原地区公民館[44]
- 泊地区運動場[45]
- 泊地区体育館[45]
- 清原地区運動場・体育館[45]
- 高太郎公園[46]
- 荒所浜公園
- 原公園[46]

### 教育
- 南さつま市立坊津学園（義務教育学校）
- 坊津もりの風保育園（認定こども園[47]）

### 寺社
- 九玉神社
島津忠良（日新斎）が勧進した神社であり、猿田彦大神・事勝国勝長狭神を祭神としている[41]。
- 攝光寺
1884年（明治17年）に旧海印寺跡地に説教所として設けられ、1899年（明治32年）に寺号の認可を得て浄土真宗本願寺派の寺院となった[48]。

### 郵便
- 泊郵便局[49]

## 人口
以下の表は国勢調査による小地域集計が開始された1995年以降の人口の推移である。若干減少傾向にある。
| 年                 | 人口  |
| ------------------ | ----- |
| 1995年（平成7年）  | 1,779 |
| 2000年（平成12年） | 1,632 |
| 2005年（平成17年） | 1,473 |
| 2010年（平成22年） | 1,292 |
| 2015年（平成27年） | 1,140 |
| 2020年（令和2年）  | 973   |

## 交通

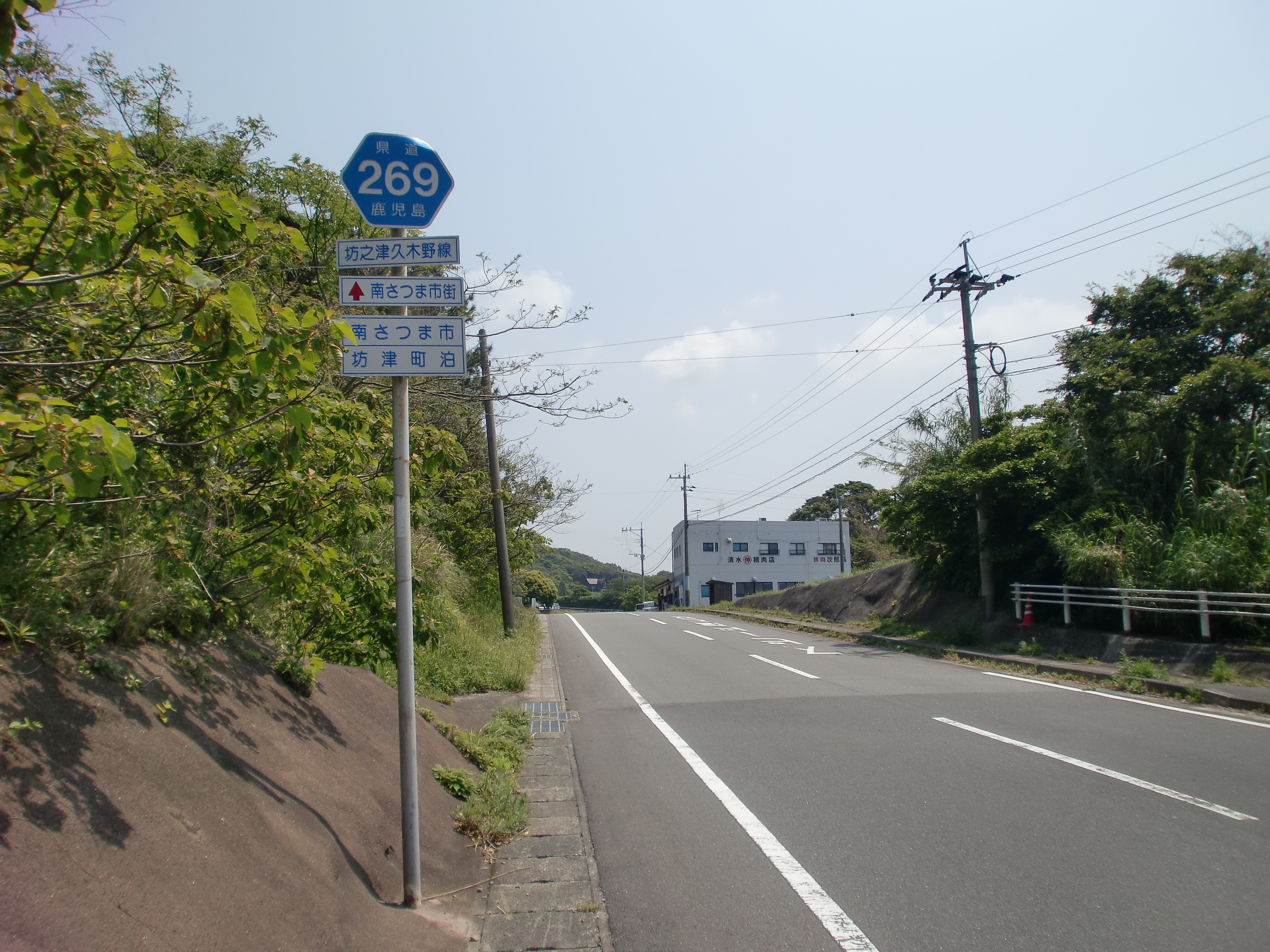
泊と加世田津貫の久木野を結ぶ鹿児島県道269号坊之津久木野線

### 道路
国道226号は、泊の海岸線に沿ってほぼ南北に通る道であり、1951年（昭和26年）に枕崎から坊津を経て野間港に至る「枕崎野間港線」が県道として認定され、1993年（平成5年）に国道に昇格した。
現在の226号のルートは1917年（大正6年）に町道として坊と久志間の道路が開通し、1922年（大正11年）になると枕崎との定期馬車が走るようになった。2013年（平成25年）に丸木崎に沿った狭隘な国道ルートをバイパスする丸木崎トンネルが開通し、久志と泊の間の所要時間が4分短縮された。
県道坊之津久木野線は、1958年（昭和33年）に泊から加世田津貫の久木野までを結ぶ一般県道として認定された。1925年（大正14年）に当該ルートにあたる里道であった津貫から泊の区間の道路改修がなされている。
国道
国道
- 国道226号

県道
- 鹿児島県道269号坊之津久木野線

### バス
定期路線バスとしては鹿児島交通の路線があり、坊津町久志の今岳バス停から枕崎までの路線がある。また、つわちゃんバス中山線が運行されており、坊津町久志方面に向かう久志ルートと坊津町坊方面に向かう坊之浜ルートの2ルートがあり、各週2回、前述の2地域から泊の福祉センター前、平原、清原、茅野を経て加世田バスターミナルまでを結ぶ路線が運行されている。

### 港湾
- 坊泊港（泊地区） - 第4種漁港[62]

## 教育

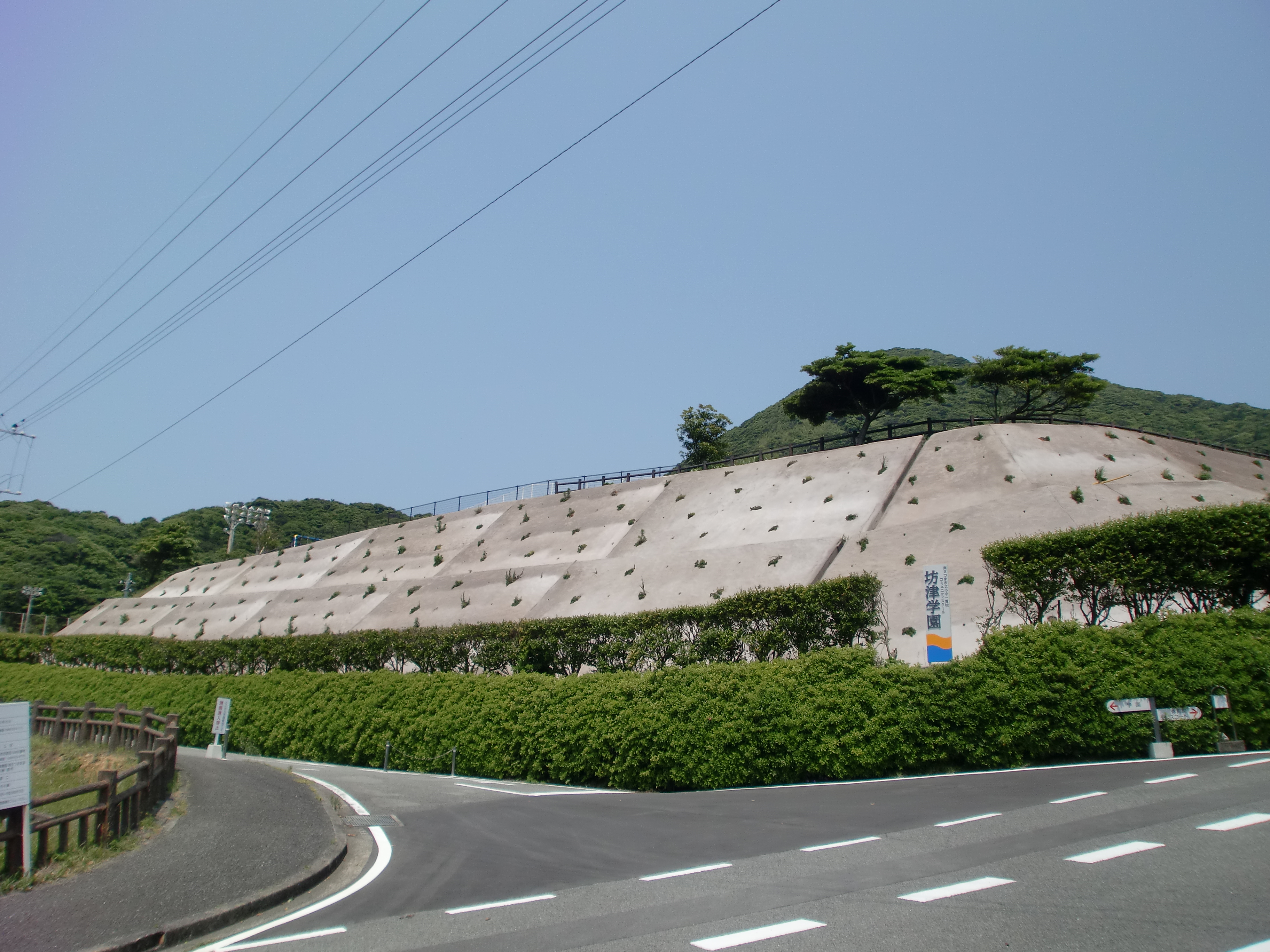
南さつま市立坊津学園

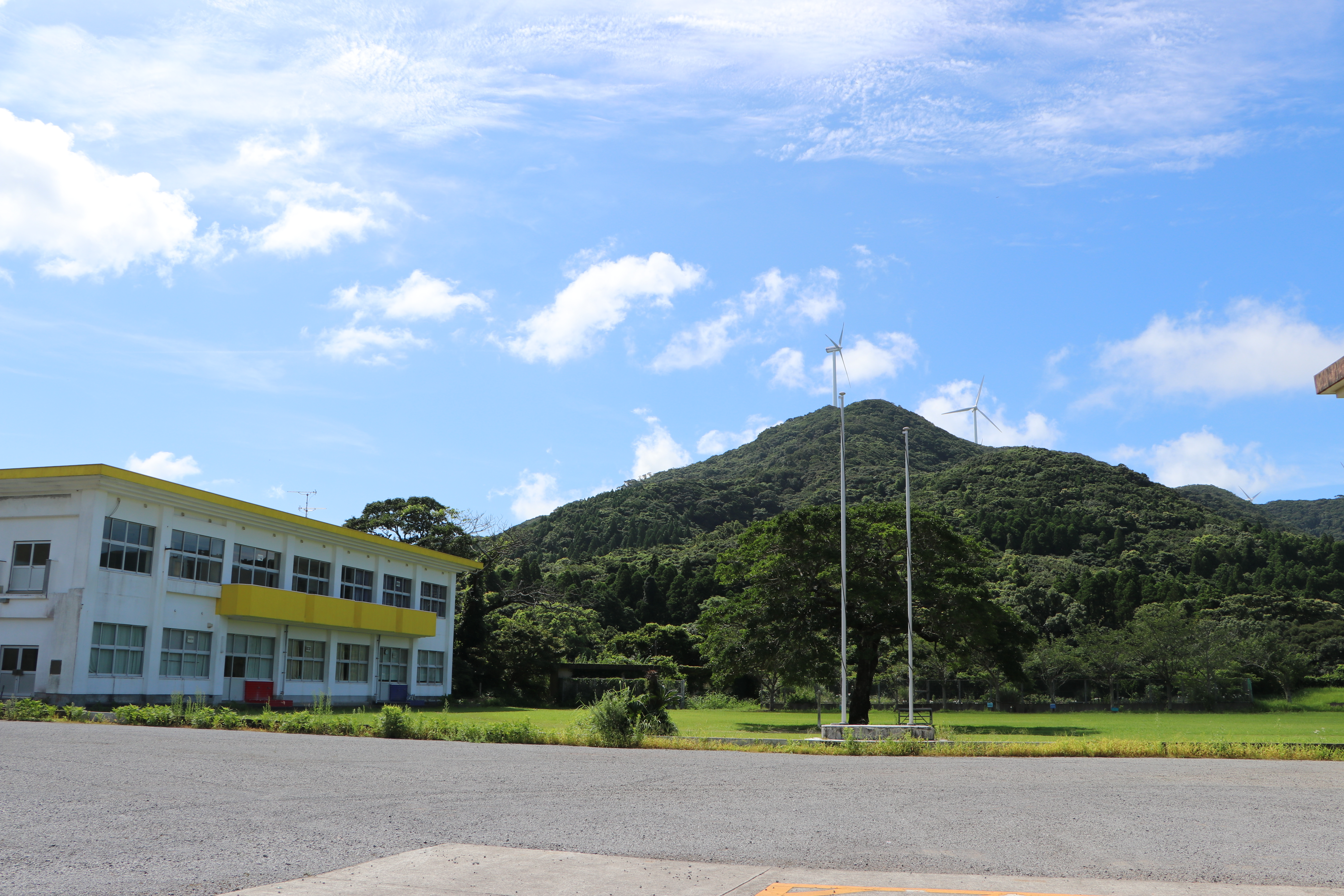
清原小学校跡地（2020年撮影）

泊には2020年現在、教育施設として南さつま市立坊津学園及び認定こども園坊津もりの風保育園（2014年設立）が設置されている。かつては「南さつま市立坊泊中学校」、「南さつま市立坊津学園中学校」、「南さつま市立清原小学校」が設置されていた。

### 小中学校
坊泊中学校は1947年（昭和22年）に開校し、坊泊・清原・栗野小学校を校区としていた。2010年（平成22年）に久志中学校と統合し坊泊中学校跡地に坊津学園中学校が設置された。
清原小学校は1880年（明治13年）に茅野に清川小学校として設置され、1887年（明治20年）に茅野と平原の中間に移転し清原簡易小学校となった。2010年（平成22年）に坊泊小学校、久志小学校と合併し南さつま市立坊津学園小学校となった。
2013年（平成25年）に坊津学園中学校及び坊津学園小学校は泊にある高太朗公園に移転し施設一体型の小中学校となった。

### 義務教育学校
2013年（平成25年）に高太郎公園に移転し、施設一体型の小中学校となっていた坊津学園中学校と坊津学園小学校が統合され、小学校課程から中学校課程までを一貫して行う義務教育学校として2017年（平成29年）に南さつま市立坊津学園が設置された。南さつま市立坊津学園は旧坊津町域（坊津町秋目、坊津町久志、坊津町泊、坊津町坊）を学校区としている。
2020年現在では下記のとおり、義務教育学校である南さつま市立坊津学園の通学区域となっている。
| 大字     | 地区 | 小学校                               | 中学校                               |
| -------- | ---- | ------------------------------------ | ------------------------------------ |
| 坊津町泊 | 全域 | 南さつま市立坊津学園（義務教育学校） | 南さつま市立坊津学園（義務教育学校） |

## 著名な出身人物

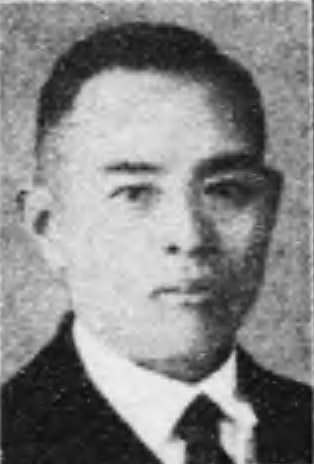
原耕（1933年撮影）

- 原耕（1876年 - 1933年） - 衆議院議員、医師
泊生まれ[70]。大阪高等医学校を卒業後、日本領事館付医官としてアメリカ合衆国とカナダに滞在し、神戸市職員、外国航路船医勤務を経て枕崎市で医院を開業した。また1913年（大正2年）に東南方村（現在の枕崎市）の村会議員となり、1928年（昭和3年）に衆議院議員に当選し2期務めた[70]。1927年（昭和2年）に船を建造し、130人の漁民と共に南洋漁場の調査を実施し[18]、南方漁場開拓のためインドネシアのアンボンに漁業基地を建設した[71]。1933年（昭和8年）にアンボンの地で悪性マラリアに感染し死去[70]。